# Silvia Cinca
Silvia Cinca (n. 15 iunie 1934, București, România – d. aprilie 2025) a fost o scriitoare, critic de film și jurnalistă română, care s-a remarcat prin emisiunile produse și difuzate la Radio Europa Liberă
.
La Radio Europa Liberă, Silvia Cinca s-a impus ca o voce importantă, contribuind la misiunea postului de a transmite știri necenzurate și programe culturale în România comunistă, ajutând la contracararea propagandei de stat și la susținerea vocilor disidente.   Activitatea ei, alături de cea a altor jurnaliști de seamă, a jucat un rol esențial în informarea publicului român despre evenimente precum greva minerilor din Valea Jiului din 1977 și revolta muncitoreasca de la Brașov din 1987.   În exil, ea a transmis nu numai informații esențiale, dar și un mesaj vibrant de cultură, demnitate și speranță celor aflați dincolo de Cortina de Fier.
Romanul Comrade Dracula (1988), distins cu Premiul Academiei Româno-Americane, a explorat tema opresiunii politice din timpul regimului lui Nicolae Ceaușescu. 
Dupa Revoluția Română din 1989, ea a înfintat  în 1995 LiterArt - International Association of Romanian Writers and Artists, având drept scop consolidarea legăturilor culturale dintre diaspora și România. A oferit primele premii ale asociatie în cadrul unei ceremonii desfãsurate la sediul si sub auspiciile Fundatiei Culturale Române.  Împreună cu membrii consiliului de conducere Constantin Eretescu  și  Sanda Golopenția, ea a condus LiterArt, și a sprijinit înființarea revistei Origini - Romanian Roots, contribuind la păstrarea memoriei culturale a românilor din exil.  Asociatia a fost renumita LiterArt XXI - International Association of Romanian Writers and Artists când conducerea a fost preluată de George Stănescu, dar păstrând idealuri similare: promovarea culturii române în lume și susținerea schimbului intercultural.
La revenirea în România, Silvia Cinca a devenit director la Editura Eminescu.
Membră a Uniunii Scriitorilor din România și a Pen American Writer.

## Biografie
Silvia Cinca s-a născut în București la 15 iunie 1934, fiind cea mai mică din opt copii ai Alexandrinei și ai lui Ștefan Niculescu, profesor de dansuri de societate. Dupa scoala primara CFR 40, liceu si scoala pedagogica nr. 2 din Bucuresti (1948-1952), in 1960, a absolvit Institutul de Artă Teatrală și Cinematografică „I.L. Caragiale", secția teatrologie, la clasa actriței Dina Cocea.  Facultatea a repartizat-o la Radioteleviziunea Română, unde a lucrat ca redactor la emisiunile de cinematografie până în 1970, iar apoi la Televiziune până în 1973.  În această perioadă, ea a colaborat la revistele România literară, Luceafărul, Cinema, Cronica și Tribuna.
A debutat în proză în 1966 în paginele revista Ateneu. A urmat publicarea la Editura Eminescu a primului volum, intitulat Pisica și vorbele, redactor Georgeta Dimisianu. În 1969 a publicat volumul de schițe și nuvele Spargeți oglinzile. O poveste pentru copiii „Trenul fără stații” a fost urmată  în 1973 de romanul Zăpada nevăzută, apărut la Editura Albatros. Criticul Alexandru Piru a scris despre această „istorie antrenantă și captivantă dintre real și fantastic” ca despre o nouă direcție. Silvia Cinca a mai scris și o monografie despre actorul Jean Gabin. Una dintre schițele ei, „Dialog”, a fost adaptată într-un film de televiziune cu actorii Ștefan și Rodica Tapalagă, în 1972. 

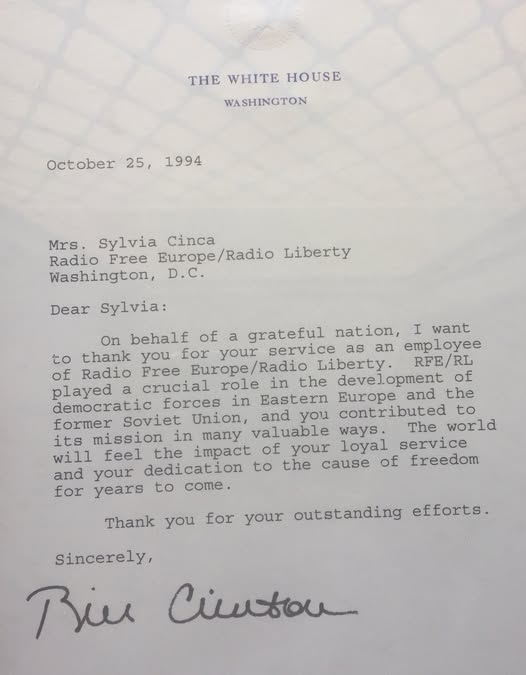
Scrisoare de la Casa Albă, adresată Silviei Cinca la sfârșitul Războiului Rece, semnată de președintele Bill Clinton.

### Activitatea în exil
Și-a urmat soțul la noul loc de muncă din Grecia și a devenit corespondent al Radiodifuziunii Române la Atena, Grecia, între 1973 și 1977.
În 1977 s-a stabilit împreună cu familia ei în Statele Unite ale Americii si au inceput intervieurile și colaborarile la Vocea Americii, Radio Europa liberă, P.B.S., Canalul 56 al TV Washington, revista Short Story International. În anul 1980, a fost angajată la postul de Radio Europa Liberă din Washington, D.C.., unde a devenit una dintre vocile reprezentative ale românilor din exil care se opuneau regimului comunist. 
Ea a revenit în lumea cărților în 1985 cu The Night of the Rising Dead, urmat de Comrade Dracula (1988), roman în care a tratat tema opresiunilor din regimul lui Nicolae Ceaușescu. Tot în această perioadă, ea a corespondat la reviste precum Lumea liberă, Micro Magazin sau Meridianul Românesc În 1986 a înființat editura Moonfall Publishing, devenită ulterior Moonfall Press, care a publicat scriitori americani dar și scriitori români din diasporă (George Alexe, Alexandra Roceric, Eugenia Ușeriu, George Băjenaru), iar după 1990, a difuzat pe piața americană cărți apărute în Romania. În 1986, ea a înființat editura Moonfall Publishing, devenită ulterior Moonfall Press, care a publicat scriitori americani dar și scriitori români din diasporă (George Alexe, Alexandra Roceric, Eugenia Ușeriu, George Băjenaru), iar după 1990, a difuzat pe piața americană unele cărți apărute în țară.
După Revoluția Română din 1989, în 1995, ea a înfințat și condus Asociația LiterArt, având ca scop consolidarea legăturilor culturale dintre diaspora românească și România, contribuind astfel la păstrarea memoriei culturale a exilului românesc.
După 1990, a publicat concomitent în Statele Unite și în România, atât în limba engleză, cât și în română. La întoarcerea în țară, a devenit director al  Editurii Eminescu. A semnat și cu pseudonimul Roberta King.

## Analiză literară
În anii '90, energia explozivă - analitică a anilor '60 își caută o altă direcție și anume o literatură în parametrii exercițiului psihoterapeutic. Autoarea se depărtează de real, atrasă iremediabil de prototipul libertății și de iubirea universală. Lecturile de filosofie, precum și realitatea condamnând existența lui Dumnezeu în societatea comunistă o apropie pe autoare de problemele metafizicii, observând că materialismul a fost și va fi întotdeauna orb la adevărul spiritual. Aceasta nu o face să părăsească adevărul social sau problemele cotidiene ale vieții. Urmează cărți precum Scream, Independence (Missouri, 1990), Radiografii pentru iubire, prefață de Gabriel Dimisianu și George Astaloș (Washington D.C. - București, 1992). Proza se substituie progresiv observației sociale, fără a renunța la note de meditație și reverie.
În comentariul asupra cărților autoarei, Andrei Pandrea precizează: „Scrierile Silviei Cinca definesc un profil scriitoricesc original, inteligent, sensibil și viu, cu aură inconfundabilă.”  
Radiografii pentru succes (1993) este cartea care a avut un considerabil succes atât în America, cât și în România. Au urmat numeroase scrisori de la cititori confirmând rezultatele binefăcătoare oferite prin lectura ei. Cartea a fost publicată în română, engleză și franceză.
Himera (1996), un roman captivant despre drama exilatului și Gabriel vorbește din împărăția spiritului (1996) propun direcții de auto- ameliorare a profilului interior prin meditație, autocunoaștere, supunere la exigențele morale. Iubirea se încarcă de atributele aventurii spirituale, adevărul erotic elementar fiind opus urii, răului, morții.

## Premii
Silvia Cinca a fost distinsă cu Premiul Academiei Americano – Române, pentru Comrade Dracula și Homo Spiritus (1988). I-a fost acordat Premiul Romfest '92 (Canada) pentru Radiografii pentru iubire și Premiul MNEMOS (Iași, Contact Internațional) pentru Radiografii pentru succes (1993).

## Operă
- Pisica și vorbele, București, 1966; Editura Eminescu,
- Spargeți oglinzile, București, 1969;
- Jean Gabin, București, 1969;
- Trenul fără stații, București, 1971;
- Zăpada nevăzută, București, 1973;
- The Non Stop Express, Washington D.C., 1983;
- Rupere de cercuri, Munchen, 1984;
- The Night of the Rising Dead, Lawrenceville, 1985;
- Homo Spiritus. Joumey of Our Magic, Washington D.C., 1988;
- Comrade Dracula, Washington D.C., 1988;
- Scream, Independence (Missouri), 1990;
- Radiografii pentru iubire, prefață de Gabriel Dimisianu și George Astaloș, Washington D.C. - București, 1992;
- Oceanul, prefață de Mircea Iorgulescu și M.N. Rusu, Washington D.C. - București, 1993;
- Radiografii pentru succes, prefață de M.N. Rusu, Iași, 1993;
- Gabriel vorbește din împărăția spiritului, Washington D.C., 1996;
- Himera, prefață de Ion Țugui, București, 1996;
- Forest of Angels, Washington D.C., 1996;
- ediția (Pădurea îngerilor), traducerea autoarei, București, 1998;
- Gabriel revine din împărăția spiritului, Washington D.C., 1997;
- Arșiță texană, București, 1998;
- Fascinația misterelor (Gabriel 3), Washington D.C., 1998;
- Hoot of the Owl in Dracula's Castle, Washington D.C., 1998;
- Schimbarea, prefață de Iordan Chimet, București, 2000;
- Între destin și Dumnezeu. Lovitura, Washington D,C., 2000;
- Mesagerul speranței, Washington D.C., 2001;
- Fuga, Editura Eminescu 2006 București;
- The Run, Washington D.C., 2006;
- Magia vieții, Editura Semne 2014 București;
- Dansezi?, Editura Semne 2016;
- Aripi în beznă, Editura Semne, 2017;
- Plutind printre stele, Editura Artemis, 2018;
- Lacrima din Cântec, Editura Artemis, 2019;
- Jocul nopților,  Editura Artemis, 2019.